# Kościół Podwyższenia Świętego Krzyża w Bytomiu
Kościół Podwyższenia Krzyża Świętego (niem. Heiligen Kreuzkirche) – rzymskokatolicki kościół parafialny w Śródmieściu Bytomia, przy ul. Juliusza Ligonia 2.

## Historia
Kościół powstał przed wybuchem II wojny światowej, w latach 1936–1937. Budowę poprzedzono konkursem na projekt nowej świątyni. Udział w nim wzięło trzech architektów: Otto Linder ze Stuttgartu, Otto Hammerling z Gliwic oraz Theodor Ehl z Bytomia.
Ostatecznie zwycięzcą okazał się Niemiec Otto Linder; z kolei Teodora Ehla mianowano kierownikiem całej budowy. Prace budowlane powierzono F.E. Neumannowi, majstrowi z Bytomia. Za wnętrze odpowiedzialna była grupa artystów: malarz Sutor z Katowic (ołtarz główny i prezbiterium), malarz Platzek z Kluczborka (sgraffita, malarstwo ścienne i droga krzyżowa), włoski rzeźbiarz Ghiberti (figury Ewangelistów) i malarz Meyer z Monachium (witraże).
Kościół konsekrowano, która nastąpiła dnia 31 października 1937 roku. W trzy lata później utworzona została parafia. Po kilkudziesięciu latach (1990) postanowiono wykonać remont generalny całego kościoła.
8 października 1984 roku bł. ks. Jerzy Popiełuszko odprawił mszę świętą w kościele Podwyższenia Krzyża Świętego.

## Architektura

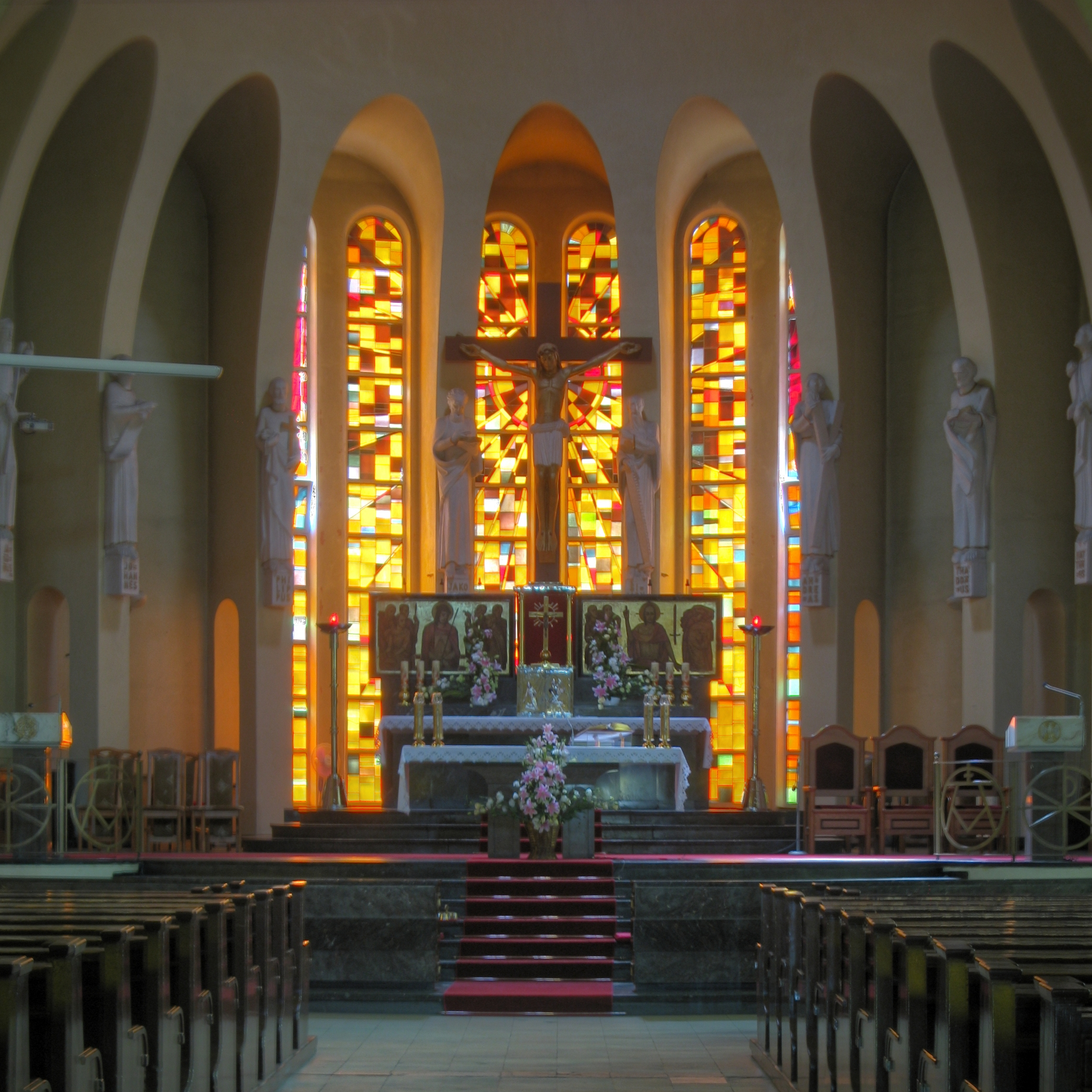
Wnętrze świątyni w 2018 roku

Projekt świątyni nawiązuje do kościoła pw. Najświętszego Serca Pana Jezusa w Raciborzu. Kościół jest wolnostojący. Ma formę rotundy z półkolistym prezbiterium. Przy prezbiterium znajduje się dzwonnica pełniąca również funkcję wieży zegarowej. Całe wnętrze opiera się na filarach, które przechodzą w żebra podpierające kopułę. Konstrukcja  nośna jest żelbetowa z wypełnieniem ściankami z elementów żelbetowych. Cały kościół jest otynkowany, a kopuły pokrywa blacha, która zastąpiła dachówki. Plebania jest połączona ze świątynią za pomocą podcieniowego przejścia. Cała budowla utrzymana jest w stylu monumentalnego konstruktywizmu.